# José Basualdo
José Horacio Basualdo (Campana, 20 de Junho de 1963) é um ex-futebolista argentino que atuava no meio-campo. Atualmente é treinador, sem clube.

## Títulos nacionais
| Título                      | Club              | País      | Año     |
| --------------------------- | ----------------- | --------- | ------- |
| Primera C                   | Villa Dálmine     | Argentina | 1982    |
| Torneio Nacional B          | Deportivo Mandiyú | Argentina | 1987/88 |
| Campeonato Alemão           | Stuttgart         | Alemanha  | 1991/92 |
| Torneio Clausura            | Vélez Sársfield   | Argentina | 1993    |
| Torneio Apertura            | Vélez Sársfield   | Argentina | 1995    |
| Torneio Apertura            | Boca Juniors      | Argentina | 1998    |
| Torneio Clausura            | Boca Juniors      | Argentina | 1999    |
| Torneio Apertura            | Boca Juniors      | Argentina | 2000    |
| Torneio Pentagonal de Verão | Boca Juniors      | Argentina | 2001    |

## Títulos internacionais
| Título                       | Club            | País      | Año  |
| ---------------------------- | --------------- | --------- | ---- |
| Copa América                 | Argentina       | Argentina | 1993 |
| Copa Libertadores da América | Vélez Sársfield | Argentina | 1994 |
| Mundial Interclubes          | Vélez Sársfield | Argentina | 1994 |
| Copa Interamericana          | Vélez Sársfield | Argentina | 1995 |
| Copa Libertadores da América | Boca Juniors    | Argentina | 2000 |
| Mundial Interclubes          | Boca Juniors    | Argentina | 2000 |

## Outras conquistas
| Título                     | Club         | País      | Año  |
| -------------------------- | ------------ | --------- | ---- |
| Copa Desafio               | Boca Juniors | Argentina | 1998 |
| Copa de Inverno            | Boca Juniors | Argentina | 1998 |
| Copa Revancha              | Boca Juniors | Argentina | 1998 |
| Copa Província de Mendoza  | Boca Juniors | Argentina | 1998 |
| Copa ABN                   | Boca Juniors | Argentina | 1998 |
| Copa de inverno            | Boca Juniors | Argentina | 1999 |
| Copa Desafio               | Boca Juniors | Argentina | 1999 |
| Copa dos Campeões(Espanha) | Boca Juniors | Argentina | 1999 |
| Copa Revancha              | Boca Juniors | Argentina | 2000 |
| Copa Ciudad Mar Del Plata  | Boca Juniors | Argentina | 2000 |
| Copa de ouro               | Boca Juniors | Argentina | 2000 |
| Copa Revancha              | Boca Juniors | Argentina | 2001 |